# Ільменський заповідник
Ільменський державний заповідник імені В. І. Леніна (рос. Ильменский государственный заповедник имени В.И. Ленина) — державний заповідник, структурно входить до складу Південно-Уральського наукового центру Уральського відділення РАН.
Розташований у центральній частині Челябінської області біля міста Міас. 14 травня 1920 року декретом В. І. Леніна Ільменські гори оголошено мінералогічним заповідником, одним з перших заповідників, створених у Росії, зараз він за своєю площею займає тридцять четверте місце серед заповідників країни. Це природоохоронний, науково-дослідний державний заклад зі статусом інституту у складі Уральського відділення Російської Академії наук. Метою діяльності заповідника є збереження в природному стані природного комплексу, виконання фундаментальних наукових досліджень геолого-мінералогічного, еколого-біологічного профілю, екологічного і природно-наукового просвітництва населення. Колектив науковців і співробітників заповідника веде активну просвітницьку роботу з популяризації науки і пропаганди дбайливого ставлення до природи та захисту навколишнього середовища.

## Геологія
Ільменогірський комплекс розташований у південній частині Сисертсько-Ільменогірського антиклінорія Східно-Уральського підняття, має складчасто-блокову будову і складений різними за складом магматичними і метаморфічними породами. Найбільший інтерес представляють тут численні унікальні пегматитові жили, в яких зустрічаються топаз, аквамарин, фенакіт, циркон, сапфір, турмалін, амазоніт, різні рідкіснометалеві мінерали. Тут вперше у світі відкрито 16 мінералів — ільменіт, ільменорутил, калійсаданагаїт (калійферрісаданагаїт), канкриніт, макарочкиніт, монацит-(Ce), поляковит-(Ce), самарськіт-(Y), свяжиніт, ушковіт, фергусоніт-бета-(Рє), фторомагнезіоарфведсоніт, фторорихтеріт, хіоліт, чевкиніт-(Ce), ешиніт-(Ce).

## Географія

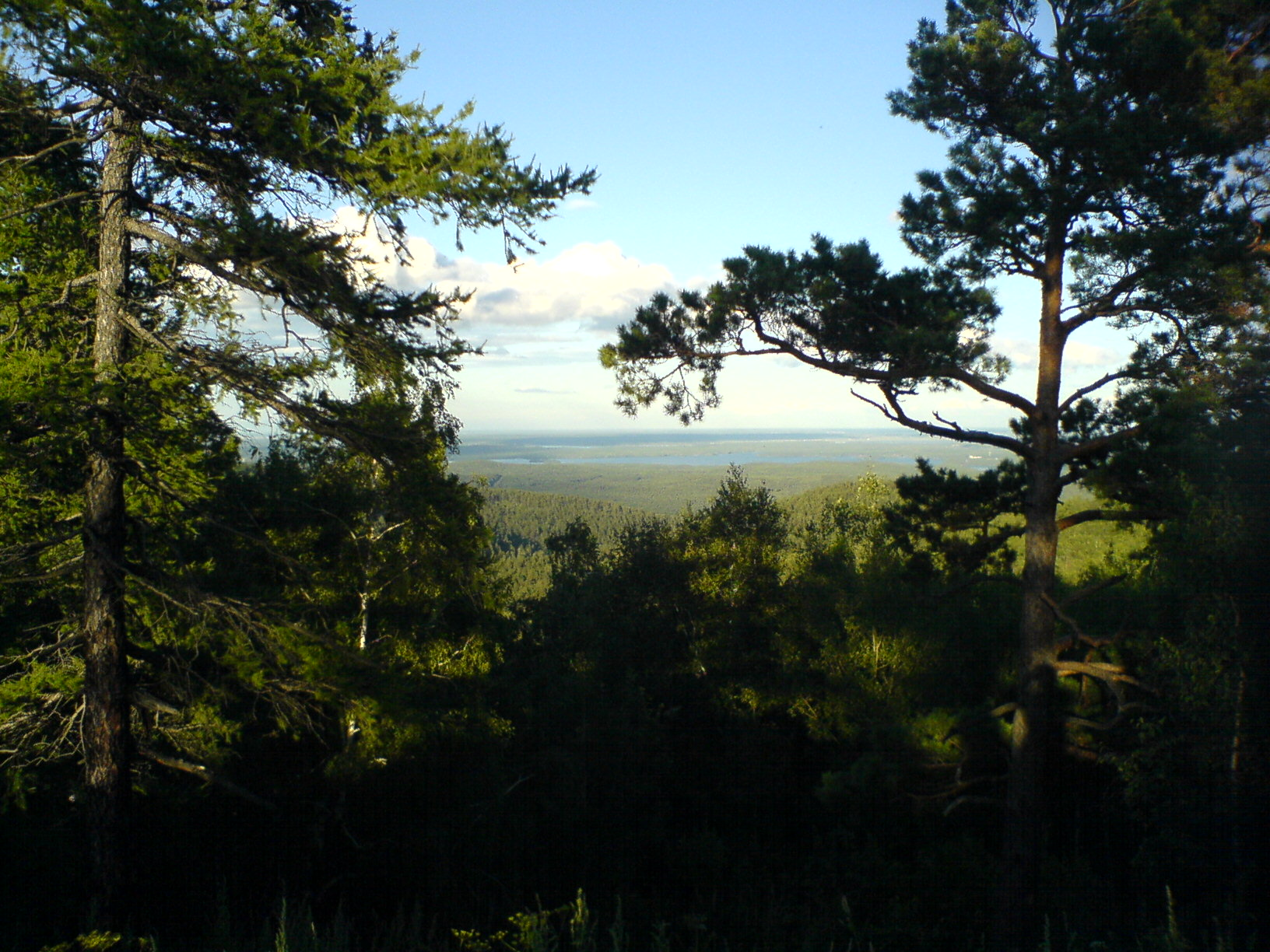
Ільменський заповідник

Рельєф західної частини низькогірний. Середні висоти хребтів (Ільменського й Ішкульського) 400—450 м над рівнем моря, максимальна відмітка 747 м. Східні передгір'я утворені невисокими височинами. Понад 85 % площі зайнято лісами, близько 6 % — лугами та степами. Вершини гір покриті листяно-сосновими лісами. На півдні переважають соснові ліси, на півночі — сосново-березові та березові. На західних схилах Ільменських гір розташований масив старого соснового лісу. Зустрічаються ділянки листяників, кам'янистих, злаково-різнотравних та чагарникових степів, мохові болота з журавлиною і багно. У флорі відзначено понад 1200 видів рослин, багато ендемічних, реліктових та рідкісних видів. Мешкають горностай, лісовий тхір, колонок, вовк, рись, політуха сибірська, зайці — біляк і русак, заходить бурий ведмідь. Лось і сарна нечисленні. Акліматизовані плямистий олень і бобер. З птахів звичайні тетерукові — глушець, тетерук, орябок, сіра куріпка. У заповіднику гніздяться лебідь-кликун і сірий журавель, відмічені рідкісні птахи — орлан-білохвіст, орел-могильник, сапсан, скопа, балабан, хохітва.
З 1930 р. існує мінералогічний музей, заснований О. Є. Ферсманом, у якому представлено понад 200 різних мінералів, виявлених у Ільменському хребті, зокрема топази, корунди, амазоніти та ін.
У 1991 році організовано філію — історико-ландшафтний археологічний пам'ятник «Аркаїм» площею 3,8 тис. га. Розташований у степових передгір'ях Східного Уралу, в Караганській долині. Тут зберігаються понад 50 археологічних пам'яток: мезолітичні і неолітичні стоянки, могильники, поселення бронзового століття, інші історичні об'єкти. Особливе значення має укріплене поселення Аркаїм XVII—XVI ст. до н. е.

## Заповідник у цифрах
- Площа заповідника — 303,8 км²
- Довжина Ільменського хребта з півночі на південь — 41 км
- Найвища точка — гора Ільментау, висота 747,3 метра.
- Гідрологічна мережа заповідника становить 9 % території.
- У заповіднику 25 озер.
- Найглибше озеро — Великий Кісегач, глибиною 34 метри.
- Найдовша річка — Велика Черемшанка — 9,8 кілометра.

### Мінерали, гірські породи
- Мінералів — 268
- Вперше в світі відкриті в Ільменах — 16
- Гірські породи — понад 70
- Копі — понад 400

### Рослинність
- Ліси займають 85 % площі заповідника. Близько 55 % лісів утворює сосна звичайна, 40 % — береза повисла.
- Вищих рослин — 955 видів, з них 50 реліктів та понад 20 ендеміків.
- У заповіднику 138 видів мохів, 173 види грибів, 479 видів водоростей.

### Тваринний світ
- Ссавців — 57 видів
- Птахів — 173 види, з яких 125 видів гніздяться на території заповідника
- Земноводні — 5 видів
- Рептилій — 6 видів
- Риб — 18 видів

Загальний обсяг фауни безхребетних 10-12 тис. видів (експертна оцінка), з них на сьогодні відомо:
1. комах — 3200 видів
2. павукоподібних — 228 видів
  - молюсків — 72 види[4]

### Археологія
- Стоянок древньої людини — 50